# Logi Tómasson
Logi Tómasson (ur. 13 września 2000) – islandzki piłkarz grający na pozycji obrońcy w klubie Strømsgodset IF.

## Kariera klubowa

### Víkingur Reykjavík
Tómasson zadebiutował w pierwszej drużynie Víkinguru Reykjavík 18 lutego 2017 w meczu Pucharu Ligi Islandzkiej z Knattspyrnufélag Akureyrar (wyg. 0:1). Pierwszą bramkę zdobył 26 kwietnia 2019 w zremisowanym 3:3 spotkaniu przeciwko Knattspyrnufélagið Valur. Łącznie dla tego klubu rozegrał on 138 meczów strzelając 16 goli.

### Knattspyrnufélagið Þróttur
Tómasson został wypożyczony do Knattspyrnufélagið Þróttur 20 lipca 2018. Debiut dla nich zaliczył 20 lipca 2018 w meczu z Ungmennafélag Njarðvíkur (wyg. 3:0). Ostatecznie w barwach tego zespołu wystąpił on 11 razy nie zdobywając żadnej bramki.

### Fimleikafélag Hafnarfjarðar
Tómasson trafił na wypożyczenie do Fimleikafélag Hafnarfjarðar 30 czerwca 2020. Zadebiutował u nich 13 lipca 2020 w przegranym 1:2 spotkaniu przeciwko Íþróttafélagið Fylkir. Łącznie dla tego klubu rozegrał on 9 meczów nie strzelając żadnego gola.

### Strømsgodset IF
Tómasson przeszedł do Strømsgodset IF 30 sierpnia 2023. Debiut dla nich zaliczył 3 września 2023 w wygranym 2:1 spotkaniu przeciwko Stabæk Fotball. Pierwszego gola strzelił 26 listopada 2023 w meczu z Rosenborg BK (wyg. 1:3).
Tómasson wystąpił trzykrotnie w rezerwach Strømsgodset IF.

## Kariera reprezentacyjna

### Islandia U-17
Tómasson dwukrotnie wystąpił w reprezentacji Islandii U-17. Były to mecze rozgrywane 1 i 3 listopada 2016 kolejno z Izraelem (przeg. 2:0) i z Polską (przeg. 2:0).

### Islandia U-21
Tómasson dwa razy zagrał dla reprezentacji Islandii U-21 – 29 marca 2022 przeciwko Cyprowi (1:1) oraz 27 września przeciwko Czechom (0:0).

### Islandia
Tómasson zadebiutował w seniorskiej kadrze Islandii 6 listopada 2022 w meczu z Arabią Saudyjską (przeg. 0:1). Pierwszą bramkę zdobył 11 października 2024 w zremisowanym 2:2 spotkaniu przeciwko Walii, notując wtedy też asystę.

## Statystyki

### Klubowe
(aktualne na dzień 18 grudnia 2024)
| Klub                        | Sezon              | Liga               | Liga  | Liga   | Puchar kraju | Puchar kraju | Puchar ligi | Puchar ligi | Europa | Europa | Superpuchar | Superpuchar | Suma  | Suma   |
| Klub                        | Sezon              | Liga               | Mecze | Bramki | Mecze        | Bramki       | Mecze       | Bramki      | Mecze  | Bramki | Mecze       | Bramki      | Mecze | Bramki |
| --------------------------- | ------------------ | ------------------ | ----- | ------ | ------------ | ------------ | ----------- | ----------- | ------ | ------ | ----------- | ----------- | ----- | ------ |
| Víkingur Reykjavík          | 2017               | Úrvalsdeild        | 0     | 0      | 0            | 0            | 2           | 0           | –      | –      | –           | –           | 2     | 0      |
| Víkingur Reykjavík          | 2018               | Úrvalsdeild        | 3     | 0      | 1            | 0            | 3           | 0           | –      | –      | –           | –           | 7     | 0      |
| Víkingur Reykjavík          | 2019               | Úrvalsdeild        | 16    | 2      | 3            | 0            | 3           | 0           | –      | –      | –           | –           | 22    | 2      |
| Víkingur Reykjavík          | 2020               | Úrvalsdeild        | 2     | 0      | 1            | 0            | 2           | 0           | –      | –      | 1           | 0           | 6     | 0      |
| Víkingur Reykjavík          | 2021               | Úrvalsdeild        | 18    | 0      | 5            | 0            | 5           | 2           | –      | –      | –           | –           | 28    | 2      |
| Víkingur Reykjavík          | 2022               | Besta-deild karla  | 26    | 6      | 3            | 0            | 5           | 2           | 8      | 0      | 1           | 0           | 43    | 8      |
| Víkingur Reykjavík          | 2023               | Besta-deild karla  | 18    | 2      | 4            | 1            | 5           | 1           | 2      | 0      | 1           | 0           | 29    | 4      |
| Víkingur Reykjavík          | Ogólnie            | Ogólnie            | 83    | 10     | 17           | 1            | 25          | 5           | 10     | 0      | 3           | 0           | 138   | 16     |
| Knattspyrnufélagið Þróttur  | 2018               | 1. deild karla     | 11    | 0      | 0            | 0            | –           | –           | –      | –      | –           | –           | 11    | 0      |
| Knattspyrnufélagið Þróttur  | Ogólnie            | Ogólnie            | 11    | 0      | 0            | 0            | 0           | 0           | 0      | 0      | 0           | 0           | 11    | 0      |
| Fimleikafélag Hafnarfjarðar | 2020               | Úrvalsdeild        | 7     | 0      | 2            | 0            | –           | –           | 0      | 0      | –           | –           | 9     | 0      |
| Fimleikafélag Hafnarfjarðar | Ogólnie            | Ogólnie            | 7     | 0      | 2            | 0            | 0           | 0           | 0      | 0      | 0           | 0           | 9     | 0      |
| Strømsgodset IF             | 2023               | Eliteserien        | 10    | 1      | 0            | 0            | –           | –           | –      | –      | –           | –           | 10    | 1      |
| Strømsgodset IF             | 2024               | Eliteserien        | 29    | 5      | 3            | 1            | –           | –           | –      | –      | –           | –           | 32    | 6      |
| Strømsgodset IF             | Ogólnie            | Ogólnie            | 39    | 6      | 3            | 1            | 0           | 0           | 0      | 0      | 0           | 0           | 42    | 7      |
| Strømsgodset IF II          | 2023               | 2. divisjon        | 3     | 0      | 0            | 0            | –           | –           | –      | –      | –           | –           | 3     | 0      |
| Strømsgodset IF II          | Ogólnie            | Ogólnie            | 3     | 0      | 0            | 0            | 0           | 0           | 0      | 0      | 0           | 0           | 3     | 0      |
| Ogólnie w karierze          | Ogólnie w karierze | Ogólnie w karierze | 143   | 16     | 22           | 1            | 25          | 5           | 10     | 0      | 3           | 0           | 203   | 22     |

### Reprezentacyjne
(aktualne na dzień 18 grudnia 2024)
| Reprezentacja      | Rok                | Mecze | Bramki |
| ------------------ | ------------------ | ----- | ------ |
| Islandia U-17      | 2016               | 2     | 0      |
| Ogólnie            | Ogólnie            | 2     | 0      |
| Islandia U-21      | 2022               | 2     | 0      |
| Ogólnie            | Ogólnie            | 2     | 0      |
| Islandia           | 2022               | 2     | 0      |
| Islandia           | 2024               | 5     | 1      |
| Ogólnie            | Ogólnie            | 7     | 1      |
| Ogólnie w karierze | Ogólnie w karierze | 11    | 1      |

| Mecze i gole w reprezentacji | Mecze i gole w reprezentacji | Mecze i gole w reprezentacji | Mecze i gole w reprezentacji | Mecze i gole w reprezentacji | Mecze i gole w reprezentacji | Mecze i gole w reprezentacji | Mecze i gole w reprezentacji              |
| Islandia U-17                | Islandia U-17                | Islandia U-17                | Islandia U-17                | Islandia U-17                | Islandia U-17                | Islandia U-17                | Islandia U-17                             |
| Lp.                          | Data                         | Miejsce                      | Gospodarz                    | Gość                         | Wynik                        | Gol                          | Rozgrywki                                 |
| ---------------------------- | ---------------------------- | ---------------------------- | ---------------------------- | ---------------------------- | ---------------------------- | ---------------------------- | ----------------------------------------- |
| 1.                           | 01.11.2016                   | Herclijja                    | Izrael U-17                  | Islandia U-17                | 2:0                          |                              | Mistrzostwa Europy U-17 2017 – eliminacje |
| 2.                           | 03.11.2016                   | Szefajim                     | Polska U-17                  | Islandia U-17                | 2:0                          |                              | Mistrzostwa Europy U-17 2017 – eliminacje |
| Islandia U-21                |                              |                              |                              |                              |                              |                              |                                           |
| Lp.                          | Data                         | Miejsce                      | Gospodarz                    | Gość                         | Wynik                        | Gol                          | Rozgrywki                                 |
| 1.                           | 29.03.2022                   | Achna                        | Cypr U-21                    | Islandia U-21                | 1:1                          |                              | Mistrzostwa Europy U-21 2023 – eliminacje |
| 2.                           | 27.09.2022                   | Czeskie Budziejowice         | Czechy U-21                  | Islandia U-21                | 0:0                          |                              | Mistrzostwa Europy U-21 2023 – eliminacje |
| Islandia                     |                              |                              |                              |                              |                              |                              |                                           |
| Lp.                          | Data                         | Miejsce                      | Gospodarz                    | Gość                         | Wynik                        | Gol                          | Rozgrywki                                 |
| 1.                           | 06.11.2022                   | Abu Zabi                     | Arabia Saudyjska             | Islandia                     | 1:0                          |                              | Mecz towarzyski                           |
| 2.                           | 11.11.2022                   | Hwaseong                     | Korea Południowa             | Islandia                     | 1:0                          |                              | Mecz towarzyski                           |
| 3.                           | 14.01.2024                   | Fort Lauderdale              | Gwatemala                    | Islandia                     | 0:1                          |                              | Mecz towarzyski                           |
| 4.                           | 06.09.2024                   | Reykjavík                    | Islandia                     | Czarnogóra                   | 2:0                          |                              | Liga Narodów UEFA 2024/2025               |
| 5.                           | 11.10.2024                   | Reykjavík                    | Islandia                     | Walia                        | 2:2                          | Gol                          | Liga Narodów UEFA 2024/2025               |
| 6.                           | 14.10.2024                   | Reykjavík                    | Islandia                     | Turcja                       | 2:4                          |                              | Liga Narodów UEFA 2024/2025               |
| 7.                           | 16.11.2024                   | Nikšić                       | Czarnogóra                   | Islandia                     | 0:2                          |                              | Liga Narodów UEFA 2024/2025               |

## Sukcesy
Sukcesy w karierze klubowej:

### Víkingur Reykjavík
- Besta-deild karla (1×): 2021, 2023
- Puchar Islandii (1×): 2019, 2021, 2022, 2023
- Superpuchar Islandii (1×): 2022

## Życie prywatne
Tómasson zajumuje się także tworzeniem muzyki, którą publikuje m.in. w serwisie Spotify. Jest współautorem utworu „Skína”, który w 2023 zdobył islandzką nagrodę w kategorii na najlepszą piosenkę popową roku.